# PJMジャパン
PJMジャパンは、アメリカ合衆国の教育家ポール・J・マイヤーの提唱した「サクセス・モチベーション・インスティチュート」（SMI）といわれる教育プログラムを日本で販売することを目的に設立された東京都の企業である。社名はポールの氏名の頭文字から取ったものである。

## 概要
SMIはマイヤーが人々の目標達成を支援することを目的とした教育書を多数執筆し、多くの個人・団体・企業の成功に繋がったとされている。これを日本に紹介しようと1964年に法人「SMI of JAPAN」を立ち上げた。その後1984年に子会社としてこのPJMジャパン社が誕生した。PJMジャパンはポールの著書の日本の版権管理を行う会社として運営されている。

## スポーツ活動
- PJM（鳥栖）フューチャーズ - PJMは1996年までスポンサーだったが、この年限りで撤退、クラブは解散した。
- 堀井学 - 元スピードスケート選手、同社所属
- 佐々木明 - アルペンスキー選手、2008年〜2009年に同社が母体のPJMスキークラブに所属